# 卡洛斯·佩纳多
卡洛斯·佩纳多（西班牙語：Carlos Peinado，1954年12月23日—），乌拉圭男子篮球运动员。他曾代表乌拉圭获得1984年夏季奥运会男子篮球比赛第六名。他在该届奥运会上也担任乌拉圭代表团的开幕式旗手。